# Поход Капагана на Кегмен
Поход Капагана на Кегмен — военный поход в 693 году предводителя Второго Восточно-тюркского каганата Капаган-кагана на Саяно-Алтай против недавно созданного государства енисейских кыргызов.

## Предыстория
В 682 году государство енисейских кыргызов Цигу вступило в войну за господство в Центральной Азии, выступая в состав анти-тюркютской коалиции совместно с Китаем, курыканами, татабами, киданями, огуз-татарами и токуз-огузами. В 688 году коалиционные войска были разгромлены тюркютами, однако енисейские кыргызы, которые не участвовали в этом сражении, значительно укрепились на северных границах тюркютского государства и возглавили коалиционные войска на севере, став серьёзной угрозой для государства тюркютов.

## Ход похода
В 693 году Капаган-каган выступил в поход против енисейских кыргызов. На стеле Бильге-хана Богю написано, что «с моим дядею-каганом перейдя через Кегменскую чернь, мы ходили войною вплоть до страны киргизов». Позже, после неудачного для тюркютов результата похода, Капаган-каган с целью заключить мир отдал Барсбек-кагану в жёны свою младшую племянницу-княжну и признал его права на титул кагана.
Был Барс-бег, мы в то время при тех обстоятельствах даровали ему титул кагана и дали ему в супружество мою младшую сестру-княжну.